# Eleições parlamentares europeias de 2009 na Madeira
| Eleições parlamentares europeias de 2009 em Portugal Distritos: Aveiro \| Beja \| Braga \| Bragança \| Castelo Branco \| Coimbra \| Évora \| Faro \| Guarda \| Leiria \| Lisboa \| Portalegre \| Porto \| Santarém \| Setúbal \| Viana do Castelo \| Vila Real \| Viseu \| Açores \| Madeira \| Estrangeiro |

## Resultados por concelho
Os resultados nos concelhos da Região Autónoma da Madeira foram os seguintes:

### Calheta
| Partido                 | Partido                        | Votos  | %               | +/-  |
| ----------------------- | ------------------------------ | ------ | --------------- | ---- |
|                         | Partido Social Democrata       | 3 755  | 68,33 / 100,00  | -    |
|                         | Partido Popular                | 659    | 11,99 / 100,00  | -    |
|                         | Partido Socialista             | 335    | 6,10 / 100,00   | 5,77 |
|                         | Coligação Democrática Unitária | 153    | 2,78 / 100,00   | 1,36 |
|                         | Bloco de Esquerda              | 133    | 2,42 / 100,00   | 1,04 |
|                         | Partido da Terra               | 79     | 1,44 / 100,00   | 1,01 |
|                         | Outros                         | 141    | 2,56 / 100,00   |      |
| Votos Inválidos         | Votos Inválidos                | 240    | 4,36 / 100,00   | 1,30 |
| Total                   | Total                          | 5 495  | 100,00 / 100,00 |      |
| Eleitorado/Participação | Eleitorado/Participação        | 13 166 | 41,74 / 100,00  | 7,74 |

| Freguesia           | %     | %     | %     | %    | %    | %    | Votantes |
| Freguesia           | PSD   | PP    | PS    | CDU  | BE   | MPT  | Votantes |
| ------------------- | ----- | ----- | ----- | ---- | ---- | ---- | -------- |
| Arco da Calheta     | 68,77 | 11,28 | 6,04  | 3,43 | 2,22 | 1,61 | 1 489    |
| Calheta             | 67,37 | 9,93  | 6,39  | 2,52 | 3,26 | 2,11 | 1 471    |
| Estreito da Calheta | 74,82 | 8,87  | 5,01  | 2,72 | 2,43 | 0,57 | 699      |
| Fajã da Ovelha      | 68,44 | 17,70 | 4,05  | 2,77 | 1,49 | 0,64 | 469      |
| Jardim do Mar       | 53,15 | 1,40  | 21,68 | 4,90 | 2,10 | 0    | 143      |
| Paul do Mar         | 63,25 | 15,55 | 6,36  | 4,24 | 3,18 | 3,89 | 283      |
| Ponta do Pargo      | 66,55 | 16,90 | 5,57  | 1,92 | 1,05 | 0,87 | 574      |
| Prazeres            | 70,57 | 15,53 | 4,36  | 1,91 | 1,63 | 0,27 | 367      |
| Calheta             | 68,33 | 11,99 | 6,10  | 2,78 | 2,42 | 1,44 | 5 495    |

### Câmara de Lobos
| Partido                 | Partido                        | Votos  | %               | +/-   |
| ----------------------- | ------------------------------ | ------ | --------------- | ----- |
|                         | Partido Social Democrata       | 7 149  | 58,99 / 100,00  | -     |
|                         | Partido Socialista             | 1 112  | 9,18 / 100,00   | 13,16 |
|                         | Partido Popular                | 848    | 7,00 / 100,00   | -     |
|                         | Partido da Terra               | 848    | 7,00 / 100,00   | 6,38  |
|                         | Coligação Democrática Unitária | 688    | 5,68 / 100,00   | 1,99  |
|                         | Bloco de Esquerda              | 452    | 3,73 / 100,00   | 2,10  |
|                         | PCTP/MRPP                      | 132    | 1,09 / 100,00   | 0,08  |
|                         | Outros                         | 365    | 3,02 / 100,00   |       |
| Votos Inválidos         | Votos Inválidos                | 524    | 4,32 / 100,00   | 0,11  |
| Total                   | Total                          | 12 118 | 100,00 / 100,00 |       |
| Eleitorado/Participação | Eleitorado/Participação        | 32 340 | 37,47 / 100,00  | 6,77  |

| Freguesia                   | %     | %     | %    | %    | %    | %    | %    | Votantes |
| Freguesia                   | PSD   | PS    | PP   | MPT  | CDU  | BE   | PCTP | Votantes |
| --------------------------- | ----- | ----- | ---- | ---- | ---- | ---- | ---- | -------- |
| Câmara de Lobos             | 57,24 | 9,63  | 7,28 | 6,71 | 6,44 | 4,40 | 0,93 | 5 138    |
| Curral das Freiras          | 66,26 | 5,35  | 7,68 | 2,61 | 9,60 | 1,65 | 1,23 | 729      |
| Estreito de Câmara de Lobos | 60,66 | 7,32  | 7,52 | 8,21 | 3,79 | 3,61 | 1,21 | 4 042    |
| Jardim da Serra             | 51,91 | 15,21 | 4,20 | 7,42 | 8,26 | 2,91 | 1,68 | 1 308    |
| Quinta Grande               | 65,93 | 9,21  | 6,55 | 6,10 | 2,89 | 3,33 | 0,44 | 901      |
| Câmara de Lobos             | 58,99 | 9,18  | 7,00 | 7,00 | 5,68 | 3,73 | 1,09 | 12 118   |

### Funchal
| Partido                 | Partido                        | Votos   | %               | +/-   |
| ----------------------- | ------------------------------ | ------- | --------------- | ----- |
|                         | Partido Social Democrata       | 20 659  | 46,39 / 100,00  | -     |
|                         | Partido Socialista             | 7 061   | 15,85 / 100,00  | 18,39 |
|                         | Coligação Democrática Unitária | 4 233   | 9,50 / 100,00   | 2,38  |
|                         | Partido Popular                | 3 914   | 8,79 / 100,00   | -     |
|                         | Bloco de Esquerda              | 3 055   | 6,86 / 100,00   | 2,41  |
|                         | Partido da Terra               | 1 122   | 2,52 / 100,00   | 1,88  |
|                         | PCTP/MRPP                      | 673     | 1,51 / 100,00   | 0,03  |
|                         | Outros                         | 1 441   | 3,23 / 100,00   |       |
| Votos Inválidos         | Votos Inválidos                | 2 379   | 5,34 / 100,00   | 0,71  |
| Total                   | Total                          | 44 537  | 100,00 / 100,00 |       |
| Eleitorado/Participação | Eleitorado/Participação        | 108 669 | 40,98 / 100,00  | 4,90  |

| Freguesia                  | %     | %     | %     | %     | %    | %    | %    | Votantes |
| Freguesia                  | PSD   | PS    | CDU   | PP    | BE   | MPT  | PCTP | Votantes |
| -------------------------- | ----- | ----- | ----- | ----- | ---- | ---- | ---- | -------- |
| Imaculado Coração de Maria | 46,36 | 15,80 | 8,45  | 9,67  | 7,73 | 1,45 | 2,02 | 2 627    |
| Monte                      | 48,18 | 14,90 | 8,86  | 8,92  | 6,11 | 2,85 | 1,87 | 2 947    |
| Santa Luzia                | 46,24 | 19,38 | 7,40  | 9,87  | 7,00 | 1,21 | 1,17 | 2 472    |
| Santa Maria Maior          | 44,19 | 17,32 | 8,71  | 9,45  | 7,62 | 2,31 | 1,30 | 6 062    |
| Santo António              | 47,73 | 14,58 | 11,94 | 6,99  | 5,53 | 2,95 | 1,54 | 10 308   |
| São Gonçalo                | 46,58 | 16,67 | 9,01  | 8,48  | 6,76 | 2,48 | 1,73 | 2 664    |
| São Martinho               | 44,86 | 16,02 | 8,01  | 9,75  | 8,20 | 2,74 | 1,47 | 9 197    |
| São Pedro                  | 44,90 | 16,51 | 9,58  | 10,58 | 7,93 | 1,69 | 1,45 | 2 902    |
| São Roque                  | 48,40 | 14,50 | 11,38 | 6,56  | 5,61 | 3,46 | 1,62 | 4 331    |
| Sé                         | 49,95 | 14,70 | 5,84  | 14,12 | 5,84 | 0,58 | 0,49 | 1 027    |
| Funchal                    | 46,39 | 15,85 | 9,50  | 8,79  | 6,86 | 2,52 | 1,51 | 44 537   |

### Machico
| Partido                 | Partido                        | Votos  | %               | +/-   |
| ----------------------- | ------------------------------ | ------ | --------------- | ----- |
|                         | Partido Social Democrata       | 3 671  | 49,88 / 100,00  | -     |
|                         | Partido Socialista             | 1 917  | 26,05 / 100,00  | 19,96 |
|                         | Partido Popular                | 391    | 5,31 / 100,00   | -     |
|                         | Bloco de Esquerda              | 366    | 4,97 / 100,00   | 3,07  |
|                         | Coligação Democrática Unitária | 300    | 4,08 / 100,00   | 2,06  |
|                         | Partido da Terra               | 162    | 2,20 / 100,00   | 1,89  |
|                         | Outros                         | 226    | 3,06 / 100,00   |       |
| Votos Inválidos         | Votos Inválidos                | 326    | 4,43 / 100,00   | 0,92  |
| Total                   | Total                          | 7 359  | 100,00 / 100,00 |       |
| Eleitorado/Participação | Eleitorado/Participação        | 21 711 | 33,90 / 100,00  | 5,09  |

| Freguesia              | %     | %     | %    | %    | %    | %    | Votantes |
| Freguesia              | PSD   | PS    | PP   | BE   | CDU  | MPT  | Votantes |
| ---------------------- | ----- | ----- | ---- | ---- | ---- | ---- | -------- |
| Água de Pena           | 44,75 | 32,08 | 5,02 | 5,48 | 3,65 | 1,03 | 876      |
| Caniçal                | 54,24 | 23,71 | 7,80 | 2,83 | 2,44 | 2,44 | 1 025    |
| Machico                | 42,99 | 31,25 | 4,80 | 5,74 | 4,96 | 2,48 | 3 587    |
| Porto da Cruz          | 63,22 | 15,20 | 4,56 | 4,18 | 2,89 | 1,90 | 1 316    |
| Santo António da Serra | 62,88 | 12,97 | 6,31 | 5,05 | 4,86 | 2,52 | 555      |
| Machico                | 49,88 | 26,05 | 5,31 | 4,97 | 4,08 | 2,20 | 7 359    |

### Ponta do Sol
| Partido                 | Partido                        | Votos | %               | +/-   |
| ----------------------- | ------------------------------ | ----- | --------------- | ----- |
|                         | Partido Social Democrata       | 2 382 | 66,74 / 100,00  | -     |
|                         | Partido Socialista             | 409   | 11,46 / 100,00  | 11,57 |
|                         | Partido Popular                | 254   | 7,12 / 100,00   | -     |
|                         | Bloco de Esquerda              | 118   | 3,31 / 100,00   | 1,07  |
|                         | Coligação Democrática Unitária | 91    | 2,55 / 100,00   | 0,26  |
|                         | Partido da Terra               | 60    | 1,68 / 100,00   | 1,23  |
|                         | Outros                         | 120   | 3,35 / 100,00   |       |
| Votos Inválidos         | Votos Inválidos                | 135   | 3,79 / 100,00   | 0,51  |
| Total                   | Total                          | 3 569 | 100,00 / 100,00 |       |
| Eleitorado/Participação | Eleitorado/Participação        | 9 760 | 36,57 / 100,00  | 10,94 |

| Freguesia       | %     | %     | %    | %    | %    | %    | Votantes |
| Freguesia       | PSD   | PS    | PP   | BE   | CDU  | MPT  | Votantes |
| --------------- | ----- | ----- | ---- | ---- | ---- | ---- | -------- |
| Canhas          | 71,76 | 9,43  | 8,07 | 2,08 | 2,47 | 0,78 | 1 537    |
| Madalena do Mar | 59,49 | 13,92 | 9,28 | 2,95 | 2,11 | 2,95 | 237      |
| Ponta do Sol    | 63,40 | 12,87 | 6,02 | 4,40 | 2,67 | 2,28 | 1 795    |
| Ponta do Sol    | 66,74 | 11,46 | 7,12 | 3,31 | 2,55 | 1,68 | 3 569    |

### Porto Moniz
| Partido                 | Partido                        | Votos | %               | +/-  |
| ----------------------- | ------------------------------ | ----- | --------------- | ---- |
|                         | Partido Social Democrata       | 1 080 | 60,95 / 100,00  | -    |
|                         | Partido Socialista             | 402   | 22,69 / 100,00  | 3,86 |
|                         | Partido Popular                | 88    | 4,97 / 100,00   | -    |
|                         | Bloco de Esquerda              | 31    | 1,75 / 100,00   | 0,76 |
|                         | Coligação Democrática Unitária | 27    | 1,52 / 100,00   | 0,36 |
|                         | Outros                         | 44    | 2,49 / 100,00   |      |
| Votos Inválidos         | Votos Inválidos                | 100   | 5,64 / 100,00   | 1,56 |
| Total                   | Total                          | 1 772 | 100,00 / 100,00 |      |
| Eleitorado/Participação | Eleitorado/Participação        | 3 666 | 48,34 / 100,00  | 9,18 |

| Freguesia         | %     | %     | %    | %    | %    | Votantes |
| Freguesia         | PSD   | PS    | PP   | BE   | CDU  | Votantes |
| ----------------- | ----- | ----- | ---- | ---- | ---- | -------- |
| Achadas da Cruz   | 67,42 | 25,00 | 0    | 0    | 0    | 132      |
| Porto Moniz       | 61,67 | 17,41 | 6,48 | 2,13 | 1,94 | 1 080    |
| Ribeira da Janela | 66,04 | 23,27 | 3,77 | 0    | 0,63 | 159      |
| Seixal            | 54,86 | 35,91 | 2,99 | 2,00 | 1,25 | 401      |
| Porto Moniz       | 60,95 | 22,69 | 4,97 | 1,75 | 1,52 | 1 772    |

### Porto Santo
| Partido                 | Partido                        | Votos | %               | +/-   |
| ----------------------- | ------------------------------ | ----- | --------------- | ----- |
|                         | Partido Social Democrata       | 1 009 | 53,76 / 100,00  | -     |
|                         | Partido Socialista             | 386   | 20,56 / 100,00  | 15,47 |
|                         | Partido Popular                | 107   | 5,70 / 100,00   | -     |
|                         | Bloco de Esquerda              | 73    | 3,89 / 100,00   | 2,40  |
|                         | Coligação Democrática Unitária | 54    | 2,88 / 100,00   | 1,66  |
|                         | Partido da Terra               | 30    | 1,60 / 100,00   | 1,49  |
|                         | PCTP/MRPP                      | 24    | 1,28 / 100,00   | 0,95  |
|                         | Movimento Esperança Portugal   | 19    | 1,01 / 100,00   | Novo  |
|                         | Outros                         | 28    | 1,50 / 100,00   |       |
| Votos Inválidos         | Votos Inválidos                | 147   | 7,83 / 100,00   | 2,63  |
| Total                   | Total                          | 1 877 | 100,00 / 100,00 |       |
| Eleitorado/Participação | Eleitorado/Participação        | 5 171 | 36,30 / 100,00  | 6,69  |

| Freguesia   | %     | %     | %    | %    | %    | %    | %    | %    | Votantes |
| Freguesia   | PSD   | PS    | PP   | BE   | CDU  | MPT  | PCTP | MEP  | Votantes |
| ----------- | ----- | ----- | ---- | ---- | ---- | ---- | ---- | ---- | -------- |
| Porto Santo | 53,76 | 20,56 | 5,70 | 3,89 | 2,88 | 1,60 | 1,28 | 1,01 | 1 877    |
| Porto Santo | 53,76 | 20,56 | 5,70 | 3,89 | 2,88 | 1,60 | 1,28 | 1,01 | 1 877    |

### Ribeira Brava
| Partido                 | Partido                        | Votos  | %               | +/-   |
| ----------------------- | ------------------------------ | ------ | --------------- | ----- |
|                         | Partido Social Democrata       | 3 826  | 65,37 / 100,00  | -     |
|                         | Partido Socialista             | 530    | 9,06 / 100,00   | 10,86 |
|                         | Partido Popular                | 475    | 8,12 / 100,00   | -     |
|                         | Bloco de Esquerda              | 203    | 3,47 / 100,00   | 1,40  |
|                         | Coligação Democrática Unitária | 199    | 3,40 / 100,00   | 1,40  |
|                         | Partido da Terra               | 121    | 2,07 / 100,00   | 1,69  |
|                         | Partido Humanista              | 73     | 1,25 / 100,00   | 0,06  |
|                         | PCTP/MRPP                      | 63     | 1,08 / 100,00   | 0,15  |
|                         | Outros                         | 99     | 1,69 / 100,00   |       |
| Votos Inválidos         | Votos Inválidos                | 264    | 4,51 / 100,00   | 0,54  |
| Total                   | Total                          | 5 853  | 100,00 / 100,00 |       |
| Eleitorado/Participação | Eleitorado/Participação        | 14 257 | 41,05 / 100,00  | 5,56  |

| Freguesia     | %     | %     | %     | %    | %    | %    | %    | %    | Votantes |
| Freguesia     | PSD   | PS    | PP    | BE   | CDU  | MPT  | PH   | PCTP | Votantes |
| ------------- | ----- | ----- | ----- | ---- | ---- | ---- | ---- | ---- | -------- |
| Campanário    | 68,13 | 7,33  | 6,48  | 2,89 | 3,89 | 2,14 | 1,45 | 1,00 | 2 005    |
| Ribeira Brava | 63,88 | 9,60  | 8,67  | 4,09 | 3,15 | 2,15 | 1,14 | 1,14 | 2 885    |
| Serra de Água | 60,81 | 11,83 | 11,46 | 2,40 | 2,77 | 1,48 | 1,29 | 0,92 | 541      |
| Tabua         | 68,25 | 9,95  | 7,82  | 3,32 | 3,55 | 1,90 | 0,95 | 1,18 | 422      |
| Ribeira Brava | 65,37 | 9,06  | 8,12  | 3,47 | 3,40 | 2,07 | 1,25 | 1,08 | 5 853    |

### Santa Cruz
| Partido                 | Partido                        | Votos  | %               | +/-   |
| ----------------------- | ------------------------------ | ------ | --------------- | ----- |
|                         | Partido Social Democrata       | 7 244  | 47,27 / 100,00  | -     |
|                         | Partido Socialista             | 2 183  | 14,25 / 100,00  | 19,40 |
|                         | Partido Popular                | 1 562  | 10,19 / 100,00  | -     |
|                         | Coligação Democrática Unitária | 1 051  | 6,86 / 100,00   | 1,76  |
|                         | Bloco de Esquerda              | 1 030  | 6,72 / 100,00   | 3,29  |
|                         | Partido da Terra               | 494    | 3,22 / 100,00   | 2,54  |
|                         | PCTP/MRPP                      | 230    | 1,50 / 100,00   | 0,38  |
|                         | Partido Humanista              | 220    | 1,44 / 100,00   | 0,73  |
|                         | Movimento Esperança Portugal   | 155    | 1,01 / 100,00   | Novo  |
|                         | Outros                         | 199    | 1,29 / 100,00   |       |
| Votos Inválidos         | Votos Inválidos                | 956    | 6,24 / 100,00   | 1,14  |
| Total                   | Total                          | 15 324 | 100,00 / 100,00 |       |
| Eleitorado/Participação | Eleitorado/Participação        | 34 669 | 44,20 / 100,00  | 5,88  |

| Freguesia              | %     | %     | %     | %    | %    | %    | %    | %    | %    | Votantes |
| Freguesia              | PSD   | PS    | PP    | CDU  | BE   | MPT  | PCTP | PH   | MEP  | Votantes |
| ---------------------- | ----- | ----- | ----- | ---- | ---- | ---- | ---- | ---- | ---- | -------- |
| Camacha                | 52,64 | 13,13 | 7,53  | 5,17 | 5,22 | 3,75 | 1,67 | 1,36 | 0,89 | 3 465    |
| Caniço                 | 43,68 | 13,38 | 12,19 | 7,76 | 7,69 | 3,41 | 1,56 | 1,58 | 1,20 | 7 361    |
| Gaula                  | 50,83 | 14,86 | 9,17  | 6,91 | 5,87 | 2,57 | 1,16 | 1,28 | 0,73 | 1 635    |
| Santa Cruz             | 44,14 | 18,88 | 9,00  | 6,92 | 7,25 | 2,83 | 1,46 | 1,42 | 0,96 | 2 399    |
| Santo António da Serra | 67,89 | 10,13 | 8,19  | 4,74 | 2,80 | 0,65 | 0,65 | 0,43 | 0,22 | 464      |
| Santa Cruz             | 47,27 | 14,25 | 10,19 | 6,86 | 6,72 | 3,22 | 1,50 | 1,44 | 1,01 | 15 324   |

### Santana
| Partido                 | Partido                        | Votos | %               | +/-  |
| ----------------------- | ------------------------------ | ----- | --------------- | ---- |
|                         | Partido Social Democrata       | 2 436 | 63,03 / 100,00  | -    |
|                         | Partido Socialista             | 534   | 13,82 / 100,00  | 8,16 |
|                         | Partido Popular                | 238   | 6,16 / 100,00   | -    |
|                         | Bloco de Esquerda              | 131   | 3,39 / 100,00   | 1,74 |
|                         | Coligação Democrática Unitária | 97    | 2,51 / 100,00   | 1,06 |
|                         | Partido da Terra               | 69    | 1,79 / 100,00   | 1,29 |
|                         | Partido Humanista              | 43    | 1,11 / 100,00   | 0,54 |
|                         | Outros                         | 100   | 2,59 / 100,00   |      |
| Votos Inválidos         | Votos Inválidos                | 217   | 5,61 / 100,00   | 1,37 |
| Total                   | Total                          | 3 865 | 100,00 / 100,00 |      |
| Eleitorado/Participação | Eleitorado/Participação        | 9 634 | 40,12 / 100,00  | 5,13 |

| Freguesia          | %     | %     | %    | %    | %    | %    | %    | Votantes |
| Freguesia          | PSD   | PS    | PP   | BE   | CDU  | MPT  | PH   | Votantes |
| ------------------ | ----- | ----- | ---- | ---- | ---- | ---- | ---- | -------- |
| Arco de São Jorge  | 57,09 | 19,43 | 6,07 | 4,05 | 2,43 | 0,81 | 0,81 | 247      |
| Faial              | 74,39 | 8,40  | 4,20 | 2,57 | 1,90 | 0,81 | 0,95 | 738      |
| Ilha               | 74,42 | 10,47 | 2,33 | 1,16 | 0,58 | 0    | 0,58 | 172      |
| Santana            | 56,97 | 17,57 | 6,32 | 4,41 | 2,83 | 1,71 | 1,32 | 1 520    |
| São Jorge          | 61,38 | 12,08 | 9,18 | 3,02 | 2,39 | 3,27 | 1,01 | 795      |
| São Roque do Faial | 67,18 | 10,94 | 4,83 | 2,29 | 3,56 | 2,29 | 1,27 | 393      |
| Santana            | 63,03 | 13,82 | 6,16 | 3,39 | 2,51 | 1,79 | 1,11 | 3 865    |

### São Vicente
| Partido                 | Partido                        | Votos | %               | +/-  |
| ----------------------- | ------------------------------ | ----- | --------------- | ---- |
|                         | Partido Social Democrata       | 1 698 | 61,57 / 100,00  | -    |
|                         | Partido Socialista             | 491   | 17,80 / 100,00  | 8,53 |
|                         | Partido Popular                | 179   | 6,49 / 100,00   | -    |
|                         | Bloco de Esquerda              | 91    | 3,30 / 100,00   | 1,50 |
|                         | Coligação Democrática Unitária | 62    | 2,25 / 100,00   | 0,85 |
|                         | Partido da Terra               | 37    | 1,34 / 100,00   | 0,83 |
|                         | Outros                         | 71    | 2,57 / 100,00   |      |
| Votos Inválidos         | Votos Inválidos                | 129   | 4,67 / 100,00   | 0,48 |
| Total                   | Total                          | 2 758 | 100,00 / 100,00 |      |
| Eleitorado/Participação | Eleitorado/Participação        | 7 180 | 38,41 / 100,00  | 5,40 |

| Freguesia     | %     | %     | %    | %    | %    | %    | Votantes |
| Freguesia     | PSD   | PS    | PP   | BE   | CDU  | MPT  | Votantes |
| ------------- | ----- | ----- | ---- | ---- | ---- | ---- | -------- |
| Boa Ventura   | 69,73 | 11,57 | 8,01 | 1,93 | 1,34 | 0,74 | 674      |
| Ponta Delgada | 55,54 | 21,36 | 5,70 | 4,75 | 3,64 | 1,11 | 632      |
| São Vicente   | 60,40 | 19,15 | 6,13 | 3,31 | 2,07 | 1,72 | 1 452    |
| São Vicente   | 61,57 | 17,80 | 6,49 | 3,30 | 2,25 | 1,34 | 2 758    |